# Động mạch mũ cánh tay sau
Động mạch mũ cánh tay sau (tiếng Anh: posterior humeral circumflex artery) có nguyên ủy từ 1/3 dưới của động mạch nách tách ra từ bờ dưới của cơ dưới vai, chạy ra phía sau cùng thần kinh nách, đi qua lỗ tứ giác.
Động mạch vòng quanh cổ phẫu thuật của xương cánh tay, cấp máu cho cơ delta và khớp vai, nối với động mạch mũ cánh tay trước và động mạch cánh tay sâu.
Động mạch mũ cánh tay sau cung cấp máu cho cơ tròn lớn, cơ tròn bé, cơ delta và đầu dài cơ tam đầu cánh tay.

## Một số hình ảnh

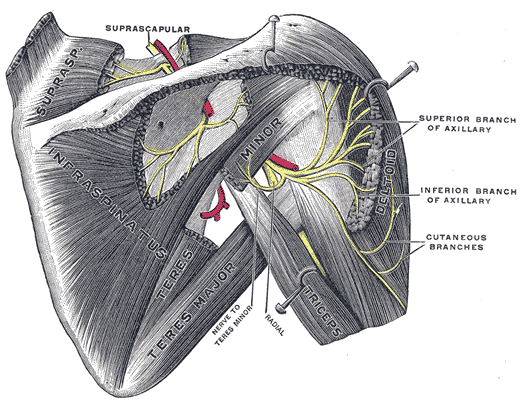
Cơ dưới vai và thần kinh vai (vai bên phải). Nhìn từ sau
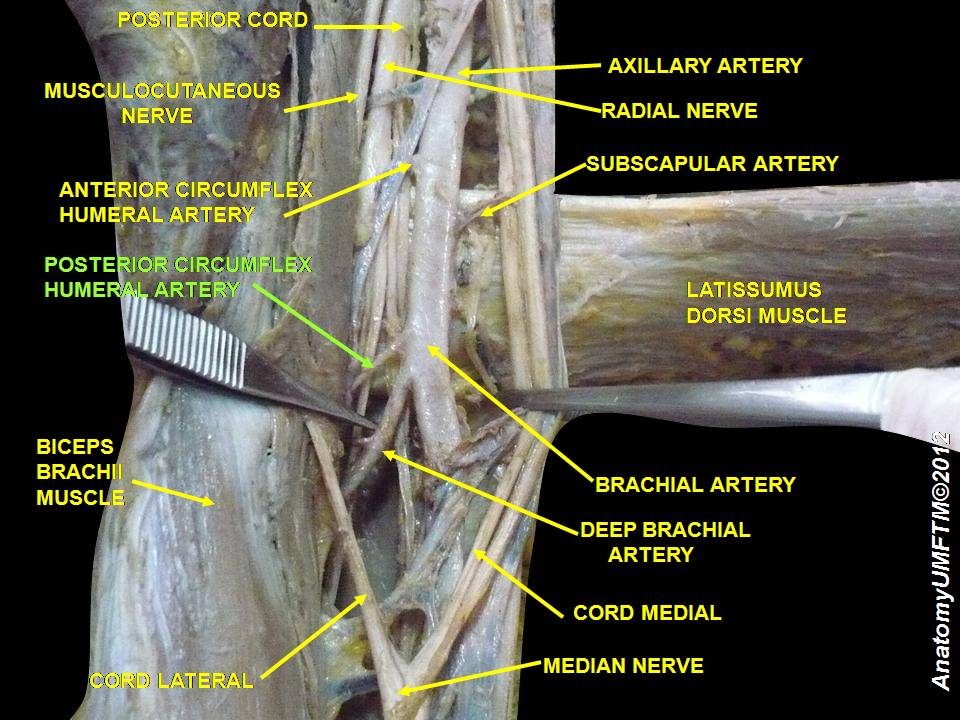
Động mạch mũ cánh tay sau (Posterior humeral circumflex artery)